# Scopula fuscobrunnea
Scopula fuscobrunnea là một loài bướm đêm trong họ Geometridae.